# Бочаров, Михаил Ильич
Михаил Ильич Бочаро́в (1831, Епифанский уезд, Тульская губерния —1895, Стрельна) — театральный декоратор и живописец. Академик декоративной живописи (с 1863), декоратор Императорских театров (с 1864).
Его творчество развивалось под воздействием передвижников. Работы Бочарова хранятся также в Государственном Русском музее, Государственном центральном театральном музее им. А. А. Бахрушина, музеях Казани, Пензы, Перми, и других.

## Биография
М.И.Бочаров происходил из купеческой семьи (по другим сведениям, из семьи крепостных крестьян).
Учился в Московском училище живописи и ваяния (с 1848) — у К.И.Рабуса и в Академии художеств в Петербурге (с 1852) — у М. Н. Воробьёва, а затем у его сына. Одновременно с ним, но на несколько курсов старше учился А.К.Саврасов.
Награждался медалями Академии художеств: серебряная 2-й степени (1853) и 1-й степени (1855); золотой 2-й степени (1857) и звание классного художника живописных пейзажей за «Вид из окрестностей Москвы», золотая медаль 1-й степени (1858) за пейзаж «Ай-Петри на южном берегу Крыма близ Алупки».
В 1859 году для усовершенствования отправлен Академией за границу, где посещал студии известных живописцев, в частности, Э.Шлейха в Мюнхене, профессора А. Ахенбаха в Дюссельдорфе, у знаменитого пейзажиста А.Калама жившего в Женеве. В 1863 году за картины: «Шильонский замок на Женевском озере», «Озеро Немми», «Албанская аллея» и другие получил звание академика пейзажной живописи.
В 1864 году художник был принят декоратором в Мариинский театр, где проработал более тридцати лет.  Создал декорации к операм А.Н.Серова «Вражья сила», П.И. Чайковского «Иоланта», «Кузнец Вакула», Н.А. Римского-Корсакова «Снегурочка», Ш.Гуно «Фауст», Д. Россини «Вильгельм Телль» и к другим. За несколько десятилетий работы в Мариинском театре Бочаров написал 188 декораций к 95 постановкам, завоевав популярность у зрителей и получив высокую оценку критики того времени.
В 1872 году участвовал в создании картин на темы из жизни Петра I, которые были написаны по случаю празднования 200-летнего юбилея императора. Серия из 30 картин (Бочаров написал 23 из них) экспонировались на Царицыном лугу в конце мая 1872 года.
В 1879 году М.И. Бочаров получил звание академика декорационной живописи.
С 1881 года Бочаров работал и над декорациями для Большого театра. Также он сделал занавес для Казанского городского театра на тему пролога к поэме А. С. Пушкина «Руслан и Людмила» (занавес не сохранился — сгорел при пожаре театра летом 1919 года).
Как станковый живописец известен своими пейзажами, из которых «Вид римской Кампаньи» и «Швейцарский вид» хранятся в Третьяковской галерее в Москве.
Как в своих декорациях, так и в картинах Бочаров являлся представителем академического направления 1860—1870-х годов. Стремясь к исторической достоверности, включал в картины изображение археологических памятников.
Имел награды: орден Святого Станислава 2-й степени (1883).
Работы Бочарова хранятся в Государственном Русском музее, Третьяковской галерее, музеях Казани, Пензы, Перми и в частных коллекциях.

#### Семья
Был женат на Аделаиде Карловне, урождённой Герц — сестре Карла Карловича Герца. Сестра Аделаиды Карловны — Софья Карловна Герц (1826—1895) была женой художника А.Саврасова.
В браке родились двое детей: дочь Елизавета, сын Илья. После того, как дети выросли, семья фактически распалась, и гражданской женой М.И.Бочарова стала дочь художника — Вера Алексеевна Саврасова (род. 1861).
Их сын — Юрий Михайлович Бочаров (1887—1836), журналист, историк, профессор Московского педагогического института им. А.С.Бубнова, был репрессирован.

## Галерея

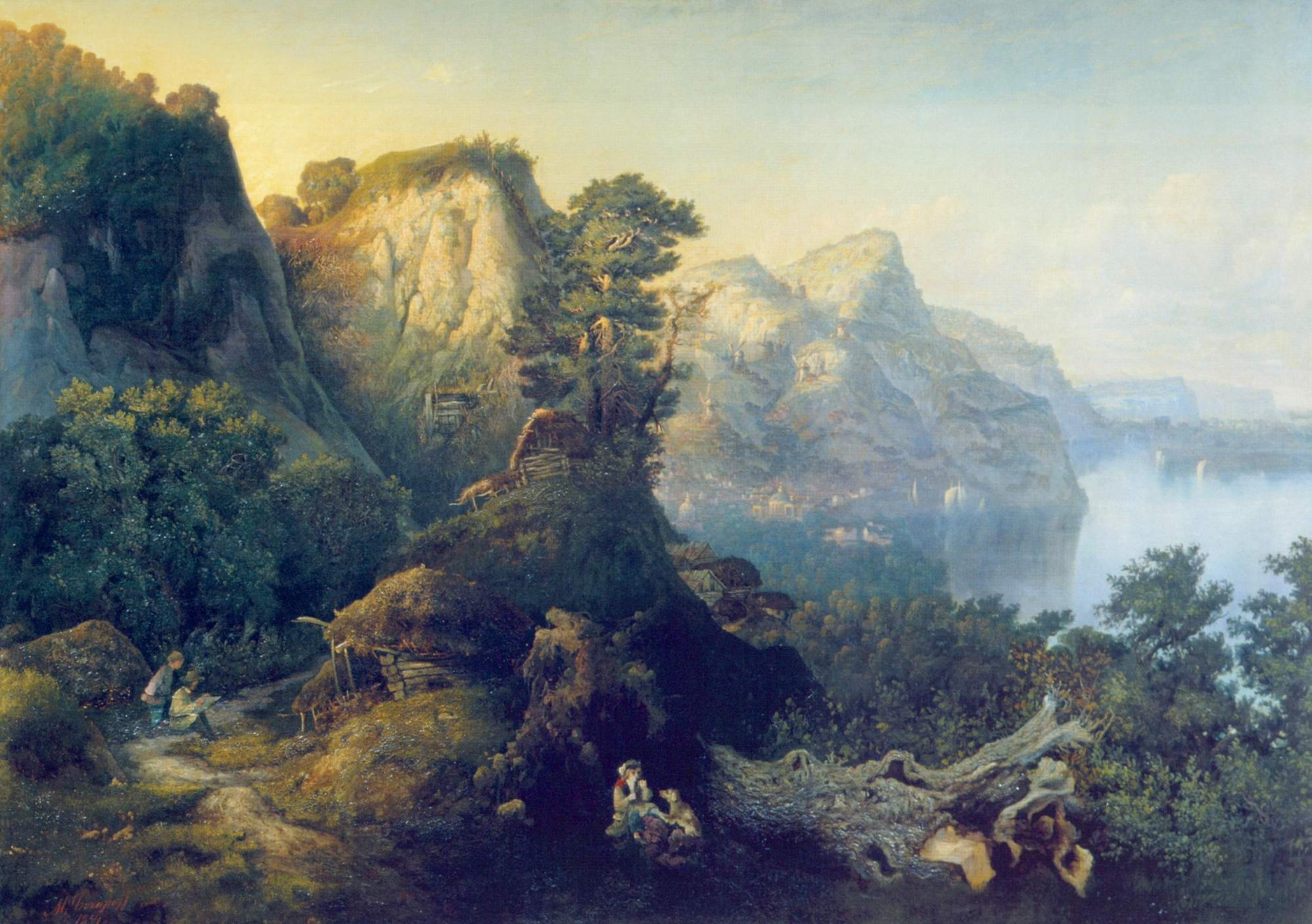
Горный пейзаж (1854)
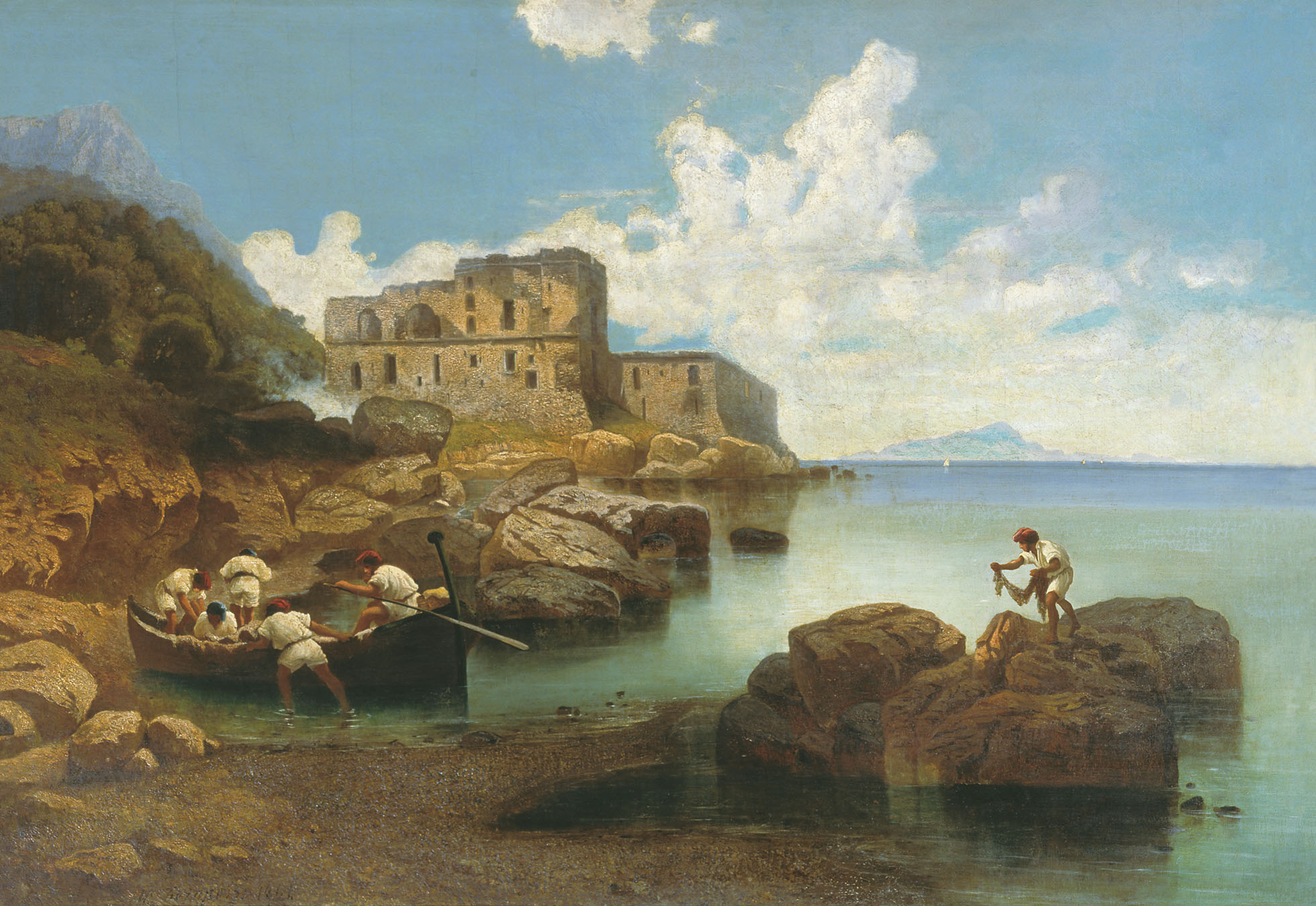
Морской пейзаж (1861)
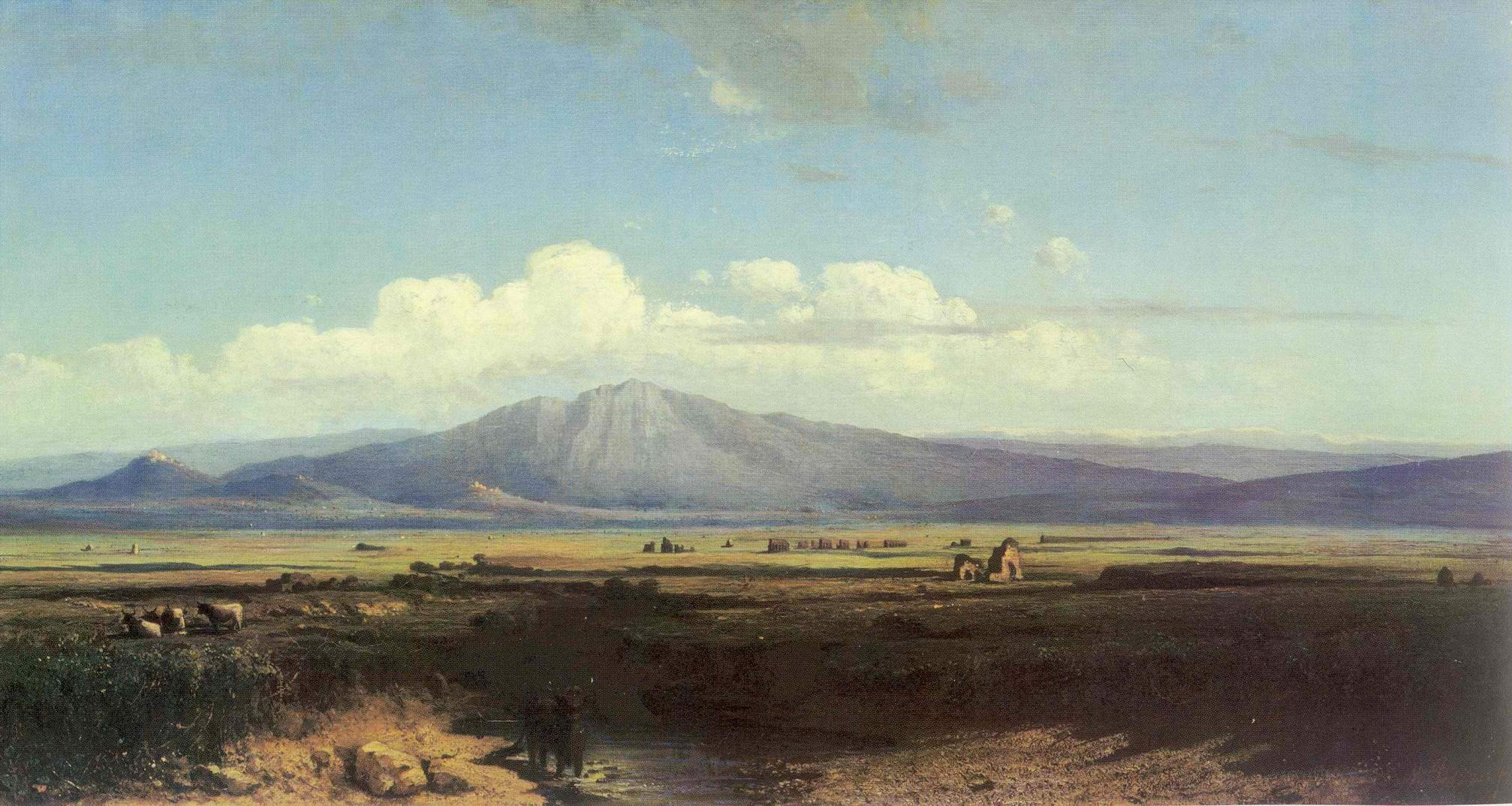
Вид в Римской Кампанье (1863)